# Richard Vesey Hamilton
Pour les articles homonymes, voir Richard Hamilton, Vesey et Hamilton.
Richard Vesey Hamilton, né le 28 mai 1829 à Sandwich et mort le 17 septembre 1912 à Chalfont St Peter, est un officier et explorateur britannique de la Royal Navy.
Il est le frère de William John Warburton Hamilton (en).

## Biographie
Fils du révérend John Vesey Hamilton et de sa femme Frances Agnes Hamilton (née Malone), il fait ses études à la Royal Naval School de Camberwell et rejoint la Royal Navy en juillet 1843. Il est affecté sur le sloop HMS Virago dans la Mediterranean Fleet.
En 1850, il se porte volontaire pour devenir second sur le HMS Assistance commandé par Erasmus Ommanney, envoyé à la recherche de John Franklin et son expédition disparus en tentant de franchir le passage du Nord-Ouest. Promu lieutenant le 11 octobre 1851, il se porte volontaire en 1852 pour une deuxième mission cette fois sur le HMS Resolute commandé par Henry Kellett, toujours à la recherche de Franklin. À partir de l'île de Melville, il pénètre dans des zones encore inconnues et, le 7 juin 1853, découvre l'île qui porte son nom (Vesey Hamilton Island) puis l'île Markham (Markham Island (en)). Le Resolute est coincé par les glaces au printemps 1854 et Kellett et son équipage reçoivent alors l'ordre d'abandonner le navire.
Hamilton reçoit ensuite le commandement de la canonnière HMS Haughty en février 1856 et prend part à la bataille de Fatshan Creek en juin 1857 pendant la seconde guerre de l'opium. Promu commandant le 10 août 1857, il dirige le HMS Hydra à la North America and West Indies Station en juin 1858.
Promu capitaine le 27 janvier 1862, il prend le commandement du HMS Vesuvius à la West Indies Station en juillet 1862, du sloop HMS Sphinx en 1865 et du cuirassé HMS Achilles dans le service de la garde côtière à Portland Harbour en avril 1870. Il devient commandant de la réserve de vapeur à la HMNB Devonport en 1873 et capitaine-surintendant de Pembroke Dock en mars 1875. Le 29 mai 1875, il est nommé Compagnon de l'Ordre du Bain.
Contre-amiral (27 septembre 1877), Hamilton est nommé directeur des munitions navales à l'Amirauté en 1878. Il reçoit le commandement de la station côtière d'Irlande en 1880 et, après avoir été promu vice-amiral le 17 février 1884, devient commandant en chef de la China Station en septembre 1885. Il transfère par surprise sa flotte dans le port de Vladivostok l'année suivante, au grand désarroi de la Russie. Promu Chevalier Commandeur de l'Ordre du Bain le 21 juin 1887, il est nommé amiral le 18 octobre 1887.
Hamilton devint ensuite Second Naval Lord (en) en décembre 1888, et First Sea Lord en juillet 1889. Président du Royal Naval College de Greenwich en septembre 1891, il prend sa retraite de la marine active en mai 1894. Il est promu Chevalier Grand-Croix de l'Ordre du Bain le 25 mai 1895.
Il meurt à son domicile à Chalfont St Peter dans le Buckinghamshire le 17 septembre 1912 et est inhumé à Eltham dans le sud de Londres.

## Publication
- Richard V. Hamilton, Naval Administration: The Constitution, Character, and Functions of the Board of Admiralty, and of the Civil Departments It Directs, G. Bell & Sons, 1896 (ISBN 9781150465000, lire en ligne)